# Cúp bóng đá châu Phi 1965
Cúp bóng đá châu Phi 1965 là Giải vô địch bóng đá châu Phi lần thứ năm. Giải được tổ chức tại Tunisia. Số đội tham dự giải là 11, tăng hơn so với giải trước đó 1 đội. Như giải trước, vòng chung kết của giải gồm 6 đội chia làm 2 bảng, mỗi bảng 3 đội. Đội tuyển đứng đầu mỗi bảng vào đá chung kết, đội tuyển đứng thứ nhì tham dự trận tranh giải ba. Ghana bảo vệ được chức vô địch sau khi thắng chủ nhà Tunisia 3-2 sau 2 hiệp phụ ở chung kết.

## Các đội không vượt qua vòng loại
- Guinée
- Kenya
- Mali
- Sudan
- Uganda

## Địa điểm
| Tunis                        | TunisSfaxSousseBizerte | Sfax                     |
| ---------------------------- | ---------------------- | ------------------------ |
| Sân vận động Chedli Zouiten  | TunisSfaxSousseBizerte | Sân vận động Taïeb Mhiri |
|                              | TunisSfaxSousseBizerte |                          |
| Sức chứa: 20.000             | TunisSfaxSousseBizerte | Sức chứa: 11.000         |
| Sousse                       | TunisSfaxSousseBizerte | Bizerte                  |
| Sân vận động Bou Ali Lahouar | TunisSfaxSousseBizerte | Sân vận động Ahmed Bsiri |
|                              | TunisSfaxSousseBizerte |                          |
| Sức chứa: 6.500              | TunisSfaxSousseBizerte | Sức chứa: 2.000          |

## Vòng chung kết
Ghana và Tunisia vào thẳng vòng chung kết lần lượt với tư cách đương kim vô địch và chủ nhà.
| Màu sắc được sử dụng trong bảng             |
| ------------------------------------------- |
| Đội giành quyền vào chơi trận chung kết     |
| Đội giành quyền vào chơi trận tranh hạng ba |

### Bảng A
| Đội tuyển | Số trận | Thắng | Hòa | Thua | Bàn thắng | Bàn thua | Hiệu số | Điểm |
| --------- | ------- | ----- | --- | ---- | --------- | -------- | ------- | ---- |
| Tunisia   | 2       | 1     | 1   | 0    | 4         | 0        | +4      | 3    |
| Sénégal   | 2       | 1     | 1   | 0    | 5         | 1        | +4      | 3    |
| Ethiopia  | 2       | 0     | 0   | 2    | 1         | 9        | −8      | 0    |

| Tunisia                                            | 4–0 | Ethiopia |
| -------------------------------------------------- | --- | -------- |
| Chaïbi 32' · Jedidi 62' · Delhoum 80' · Lahmar 84' |     |          |

| Sénégal | 0–0 | Tunisia |
| ------- | --- | ------- |
|         |     |         |

| Sénégal                                     | 5–1 | Ethiopia            |
| ------------------------------------------- | --- | ------------------- |
| Camara 3', 52' · Guèye 37' · Niang 48', 53' |     | Vassalo 12' (ph.đ.) |

Do hiệu số bàn thắng bại hai đội đầu bảng bằng nhau, giải không có quy định xét đến số bàn thắng ghi được nên tổ chức tung đồng xu, Tunisia nhất bảng và lọt vào chung kết.

### Bảng B
| Đội tuyển                                                   | Số trận | Thắng | Hòa | Thua | Bàn thắng | Bàn thua | Hiệu số | Điểm |
| ----------------------------------------------------------- | ------- | ----- | --- | ---- | --------- | -------- | ------- | ---- |
| Ghana                                                       | 2       | 2     | 0   | 0    | 9         | 3        | +6      | 4    |
| Bờ Biển Ngà                                                 | 2       | 1     | 0   | 1    | 4         | 4        | 0       | 2    |
| [[File:\|23x15px\|border \|alt=\|link=]] Congo-Léopoldville | 2       | 0     | 0   | 2    | 2         | 8        | −6      | 0    |

| Ghana                                                  | 5–2 | [[File:\|23x15px\|border \|alt=\|link=]] Congo-Léopoldville |
| ------------------------------------------------------ | --- | ----------------------------------------------------------- |
| Kofi 13' · Acheampong 18', 59' · Attuquayefio 84', 89' |     | Kalala Mukendi 43', 45' (ph.đ.)                             |

| Bờ Biển Ngà          | 3–0 | [[File:\|23x15px\|border \|alt=\|link=]] Congo-Léopoldville |
| -------------------- | --- | ----------------------------------------------------------- |
| Manglé 14', 59', 80' |     |                                                             |

| Ghana                                             | 4–1 | Bờ Biển Ngà |
| ------------------------------------------------- | --- | ----------- |
| Acheampong 20' · Nti 43' · Lutdrot 52' · Kofi 70' |     | Bléziri 66' |

### Tranh giải ba
| Sénégal | 0–1 | Bờ Biển Ngà |
| ------- | --- | ----------- |
|         |     | Yoboué 35'  |

### Chung kết
| Ghana                    | 3–2 (h.p.) | Tunisia                  |
| ------------------------ | ---------- | ------------------------ |
| Odoi 37', 96' · Kofi 79' |            | Chetali 47' · Chaïbi 67' |

| Vô địch Cúp bóng đá châu Phi 1965 Ghana Lần thứ hai |

## Danh sách cầu thủ ghi bàn
3 bàn
| - Eustache Manglé | - Ben Acheampong | - Osei Kofi |

2 bàn
| - [[Tập tin:\|23x15px\|border \|alt=Cộng hòa Dân chủ Congo\|link=Cộng hòa Dân chủ Congo]] Pierre Kalala Mukendi - Cecil Jones Attuquayefio - Osei Kofi | - Frank Odoi - Louis Camara | - Matar Niang - Tahar Chaïbi |

1 bàn
| - Joseph Bléziri - Konan Yoboué - Luciano Vassalo - ... Lutdrot | - Kwame Nti - El Hadji Oumar Guèye - Abdelmajid Chetali | - Mongi Delhoum - Mohamed Salah Jedidi - Abdelwahab Lahmar |